# Snail's House
우지이에 케이타로(일본어: 氏家 慶太郎, 1997년 2월 23일 ~ ), 예명 Snail's House, Ujico*는 일본의 전자 음악 음악가이다. 2012년부터 사운드클라우드에 Ujico* 명의로 음악을 게시하기 시작하였으며 2013년 개인 레이블인 Youth Composer Association을 만들었다.